# Daniela Vilar

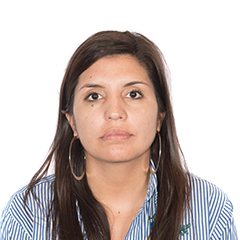
Daniela Vilar (2020)

Daniela Marina Vilar (* 2. Januar 1984 in Lomas de Zamora) ist eine argentinische Politikerin (Partido Justicialista) und ehemalige Handballspielerin, die vor allem in der Disziplin Beachhandball erfolgreich war.

## Herkunft und Ausbildung
Daniela Vilar wurde nur wenige Meter entfernt vom Camino Negro, der Fernverkehrsstraße Ruta Provincial 063-01, geboren und wuchs als Arbeiterkind in Gran Buenos Aires auf. Ihr Großvater war ein überzeugter Peronist. Sie studierte seit 2001 Politikwissenschaften an der Universidad de Buenos Aires und erhielt ihren Master-Abschluss in Staatstätigkeit an der University of San Andrés. Das Studium musste sie zwischenzeitlich unterbrechen, da sie Geld verdienen musste.
Vilar ist seit Februar 2020 mit dem Politiker Federico Otermín verheiratet, der  Präsident des Parlaments der Provinz Buenos Aires ist.

## Politik
Vilar begann mit der Politik bei La Cámpora, der dem Kirchnerismus bzw. dem Frente para la Victoria nahestehenden peronistischen Jugendorganisationen. Für die Frente para la Victoria zog Vilar 2015 in den Stadtrat von Lomas de Zamora ein. 2019 kandidierte sie auf der peronistisch-kirchneristischen Liste Frente de Todos in der Provinz Buenos Aires auf dem Listenplatz 12 für das Unterhaus Cámara de Diputados de la Nación Argentina des Argentinischen Nationalkongresses. Die Liste erhielt 51,64 % der Wählerstimmen und Vilar zog in das Parlament ein.
Im Parlament war Vilar Mitglied der parlamentarischen Kommissionen „Natürliche Ressourcen und Umweltschutz“, „Genossenschaftliche Angelegenheiten“, „Kommunale Angelegenheiten“, „Sport“, „Allgemeine Gesetzgebung“, „Petitionen, Befugnisse und Normen“ und „Auswärtige Angelegenheiten“. In der Kommission „Modernisierung des parlamentarischen Verfahrens“ hatte sie den Vorsitz inne. 2020 gehörte sie zu den Unterstützern eines neuen Abtreibungsgesetzes in Argentinien, das seit der Annahme Abtreibungen erlaubt. Daneben hat sie Gesetze zur Geschlechtergleichstellung, Frauenrechten und Umweltschutz vorgelegt.
Am 9. Dezember 2021 berief der Gouverneur von Buenos Aires, Axel Kicillof, Vilar zur neuen Ministerin für Umweltschutz, ein neu geschaffenes Amt, das erstmals durch Vilar ausgeübt wird. Auf Parlamentsmandat rückte Natalia Zaracho nach.

## Handball
Vilar spielte in der Halle als Torhüterin für CA Vélez Sarsfield.
Vilar wurde erstmals 2013 von Nationaltrainer Salvador Comparone in einem Jahr ohne internationale Meisterschaftsteilnahme für ein Turnier in Uruguay in die Nationalmannschaft Argentiniens berufen. Es folgte die Berufung in das Aufgebot für die Panamerika-Meisterschaften 2014, wobei sie die langjährige Stammtorhüterin Valeria Miranda ersetzte. Mit Argentinien erreichte sie das kleine Finale gegen Paraguay und erreichte mit dem Gewinn der Bronzemedaille ihren größten persönlichen Erfolg und qualifizierte sich mit ihrer Mannschaft damit auch erstmals für eine Weltmeisterschaft. Im weiteren Jahresverlauf standen aber zunächst die South-American Beach Games an, wo Miranda wieder im Tor stand. Zum zweiten Mal wurde Vilar dann für die  Weltmeisterschaften 2014 in Recife im Nachbarland Brasilien eingeladen. Sie belegte mit Argentinien den enttäuschenden elften und damit vorletzten Platz, konnte einzig Australien hinter sich lassen. Ab 2015 widmete sie sich ganz ihrer politischen Karriere, Yamila Uichaques wurde kurzzeitig zur Nummer 1 im Tor Argentiniens, bevor Florencia Bericio die Stammspielerin auf der Position wurde.